# Chamobates caucasicus
Chamobates caucasicus är en kvalsterart som beskrevs av Shaldybina 1969. Chamobates caucasicus ingår i släktet Chamobates och familjen Chamobatidae. Inga underarter finns listade i Catalogue of Life.